# Gli omicidi del lago
Gli omicidi del lago (Die Toten vom Bodensee) è una serie televisiva austro-tedesca prodotta dal 2014 da Rowboat Film- und Fernsehproduktion e da Graf Filmproduktion, in collaborazione con ZDF e ORF.  Protagonisti della serie sono gli attori Matthias Koeberlin e Nora Waldstätten; altri interpreti principali sono Hary Prinz, Stefan Pohl e Inez Bjørg David.
La serie, trasmessa in prima visione in Germania dall'emittente ZDF e in Austria dell'emittente ORF 2, si compone di 14 episodi della durata di 90 minuti circa ciascuno. Il film TV pilota fu trasmesso in prima visione in Austria l'11 ottobre 2014  e in Germania il 13 novembre 2014.
In Italia, la serie è trasmessa in prima visione su Rai 2 a partire dal 18 giugno 2018.

## Trama
Al poliziotto di Lindau (Germania) Micha Oberländer viene affiancata la collega austriaca Hannah Zeiler per indagare su una serie di omicidi avvenuti tra Germania e Austria in alcune località che si affacciano sul Lago di Costanza: dopo la soluzione del primo caso, i loro superiori decidono che i due, che mal si sopportano, d'ora in poi faranno coppia fissa.
Hannah deve inoltre fare inoltre quotidianamente i conti con il proprio passato, ovvero con il fatto di essere sopravvissuta all'incidente in barca nel quale i suoi genitori sono stati inghiottiti dalle acque del lago, lasciandola orfana quando era ancora una bambina.